# الدوري الأوروبي لكرة السلة 2003-04
الدوري الأوروبي لكرة السلة 2003-04 هو الموسم 4 من  الدوري الأوروبي لكرة السلة. أشرف على تنظيمه اتحاد الدوريات الأوروبية لكرة السلة ‏، وكان عدد الأندية المشاركة فيه  24، وفاز فيه مكابي تل أبيب لكرة السلة.